# 太陽望遠鏡

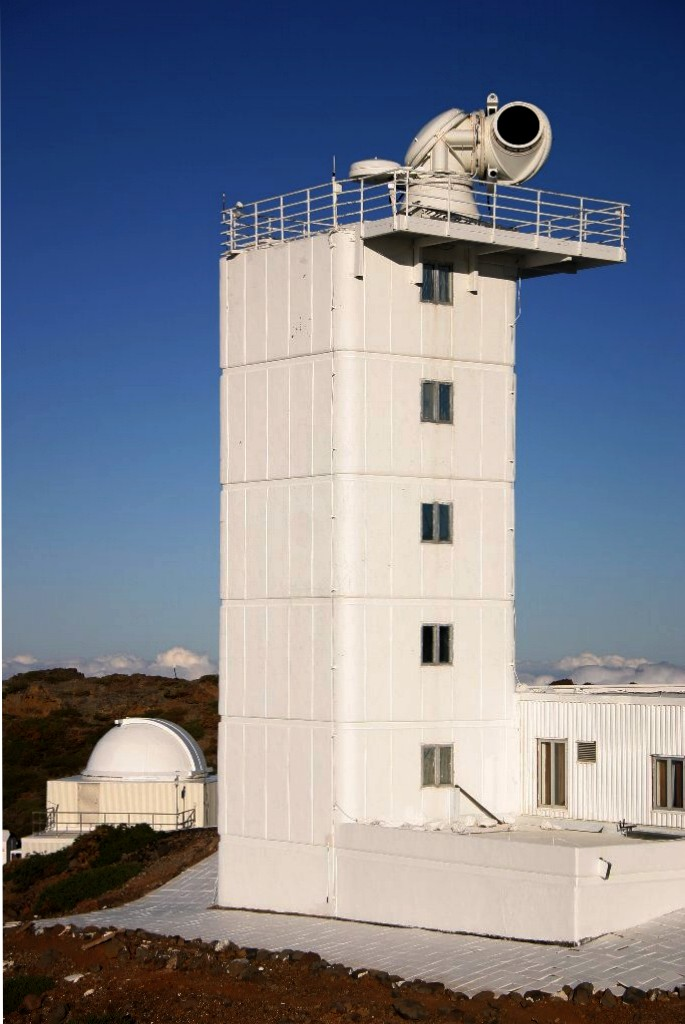
瑞典1米太陽望遠鏡，位於加那利群島拉帕爾瑪島的穆查丘斯罗克天文台。

太陽望遠鏡是特殊用途的光學望遠鏡，專門用於觀測太陽。太陽望遠鏡檢測的光波長通常在可見光譜或波長鄰近的光。太陽望遠鏡在過去的名稱包括日射儀和攝影日射儀。

## 專業的太陽望遠鏡
太陽望遠鏡需要足夠大的光學元件來達到最佳繞射極限，不同於其他天文望遠鏡的是，太陽望遠鏡無需考量望遠鏡的集光力。然而，最近更新的更窄的濾鏡和更高的幀速率也推動了太陽望遠鏡走向光子匱乏的操作。無論是井上建太陽望遠鏡（Daniel K. Inouye Solar Telescope），還是擬議的歐洲太陽望遠鏡（European Solar Telescope ，EST）都具有更大的孔徑，不僅可以增加解析度，還可以增加集光能力。
由於太陽望遠鏡是在白天運行，而望遠鏡周圍的地面被加熱，導致湍流並降低解析度，因此視相度通常比夜間工作的望遠鏡差。為了緩解這種情況，太陽望遠鏡通常建在塔上，結構被漆成白色。荷蘭開放式望遠鏡建在一個開放的框架上，允許風穿過整個結構，並在望遠鏡的主鏡周圍提供冷卻。
太陽望遠鏡特有的另一個問題是緊密聚焦的太陽光產生的熱量。因此，熱組閣是太陽望遠鏡設計的一個組成部分。對於井上建太陽望遠鏡，熱負荷為2.5 MW/m2，峰值功率為11.4 kW 。這種熱阻隔的目標不僅是要在這種熱負荷下生存下來，而且還要保持足夠的冷卻，以免在望遠鏡的圓頂內引起任何額外的湍流。
專業的太陽觀測站可能具有具有很長焦距的主要光學元件（然而並不總是如此，荷蘭開放式望遠鏡有客製化的設計），和在真空或氦中運行的光路，以消除由於望遠鏡內部對流引起的空氣運動。然而，對於超過1米的孔徑，這是不可能的，此時真空管鏡入射窗口的壓力差會變得太大。因此，井上建太陽望遠鏡和歐洲太陽望遠鏡對圓頂進行主動冷卻，以最大限度地減少望遠鏡內外空氣之間的溫差。
由於太陽穿過天空的路徑很窄，一些太陽望遠鏡固定在適當的位置（有時埋在地下），唯一的活動部分是用來跟踪太陽的定日鏡。 這方面的一個例子是麥克梅斯-皮爾斯太陽望遠鏡（McMath-Pierce Solar Telescope）。

### 著名的太陽望遠鏡
- 從1942年開始運作的愛因斯坦塔（Einsteinturm）
- 麥克梅斯-皮爾斯太陽望遠鏡（直徑1.6 m，1961–）
- 安德列·塞維尼太陽望遠鏡（英语：Andrei Severny Solar Telescope）（口徑90cm，1954-），位於克里米亞
- 多用途自動太陽望遠鏡（英语：Multi-purpose automated solar telescope）（口徑80cm，俄羅斯布里亞特共和國）
- 大太陽真空望遠鏡（英语：Large solar vacuum telescope）（口徑76cm，1980-，位於俄羅斯貝加爾湖沿岸）
- 麥克馬特-許爾伯特天文台（英语：McMath-Hulbert Observatory）（口徑24"/61cm，1941–1979）
- 瑞典真空太陽望遠鏡（英语：Swedish Vacuum Solar Telescope）（口徑47.5cm，1985–2000）
- 瑞典太陽望遠鏡（口徑1 m，2002–）
- 理查·鄧恩太陽望遠鏡（英语：Richard B. Dunn Solar Telescope）（口徑0.76 m，1969–）
- 威爾遜山天文台
- 荷蘭開放式望遠鏡（口徑45cm，1997–）
- 泰德天文台擁有多架望遠鏡，包括：
  - 70cm 真空塔式望遠（英语：Vacuum Tower Telescope）（1989–）和
  - 1.5 m GREGOR太陽望遠鏡（英语：GREGOR Solar Telescope）（2012–）
- 古德太陽望遠鏡（英语：Goode Solar Telescope）（1.6 m，2009-）
- 中國大太陽望遠鏡（Chinese Large Solar Telescope，CLST；口徑180 cm，2019–）
- 井上建太陽望遠鏡（DKIST），口徑4m的望遠鏡
- 歐洲太陽望遠鏡（EST），計畫的4m級望遠鏡
- 中國巨大太陽望遠鏡（英语：Chinese Giant Solar Telescope）（CGST），計畫中的口徑5-8m望遠鏡。
- 國家大型太陽望遠鏡（英语：National Large Solar Telescope）（NLST），是一架格里高利多用途開放式望遠鏡，計畫在印度建造和安裝，旨在研究太陽的微觀結構。
- 太陽探測器用廣視場成像儀（英语：WISPR）（Wide-Field Imager for Solar Probe），是派克太陽探測器上的雙太陽望遠鏡，用於從太空拍攝太陽附近的日冕。

## 其它型式的天文台
大多數太陽天文台在可見光、紫外線和近紅外波長下進行光學觀察，雖然在其它波長上也觀察太陽現象，但由於大氣層的吸收，而無法從地球表面觀察： 
- 太陽X射線天文學：以X射線對太陽觀測
- 多光譜太陽望遠鏡陣列（MSSTA）：1990年代發射火箭攜帶紫外線望遠鏡進入太空進行觀測。
- 萊昂西托天文綜合體（英语：Leoncito Astronomical Complex）：操作著一架次毫米波長的太陽望遠鏡。
- 電波太陽望遠鏡網络（英语：Radio Solar Telescope Network）（RSTN）：由美國空軍氣象局（英语：Air Force Weather Agency）（557th Weather Wing）維護和運營的太陽觀測站網络。
- 歐洲核子研究中心軸子太陽望遠鏡（英语：CERN Axion Solar Telescope）（CAST）：在2000年代初尋找太陽軸子。

## 業餘的太陽望遠鏡
在業餘天文學的領域，有許多方法用於觀測太陽。業餘愛好者使用從簡單系統的將太陽投射到一張白紙上，使用過濾器、赫歇爾楔型太陽稜鏡將95%的光和熱從目鏡上導離出去，直到Hα濾鏡系統，甚至是自製的分光鏡。與專業望遠鏡相比，業餘太陽望遠鏡通常要小得多。
使用傳統的望遠鏡，在主鏡開口處使用極暗的濾鏡將太陽光降低到可容忍的水準。由於觀察到完整的可用光譜，這被稱為「白光」觀察，而開口濾光片稱為「白光濾光片」。問題在於，即使減少亮度，全光譜白光也傾向於掩蓋與太陽活動相關的許多特定特徵，例如色球（即表面）的突出和細節。專業的太陽望遠鏡通過使用法布里－佩羅干涉儀實現的頻寬濾波器，有助於清晰地觀測這種Hα輻射。

## 外部連結
- Solar telescopes （页面存档备份，存于）, Wolfgang Schmidt, Scholarpedia,3(4):4333. doi:10.4249/scholarpedia.4333
- CSIRO Solar Heliograph （页面存档备份，存于） part 2 （页面存档备份，存于）
- Solar Gallery of an amateur astronomer （页面存档备份，存于）
- Solar Gallery of the Hong Kong Astronomical Society
- Lawrence, Pete. . Deep Sky Videos. Brady Haran.   [2022-09-19]. （原始内容存档于2013-10-29）.